# Cap de la Baga (la Vall de Bianya)
El Cap de la Baga és una muntanya de 917 metres que es troba al municipi de la Vall de Bianya, a la comarca catalana de la Garrotxa.